# Єнджиховиці (Всховський повіт)
Єнджиховиці (пол. Jędrzychowice, нім. Heyersdorf) — село в Польщі, у гміні Шліхтинґова Всховського повіту Любуського воєводства.
Населення — 681 особа (2011).
У 1975-1998 роках село належало до Лешненського воєводства.

## Демографія
Демографічна структура станом на 31 березня 2011 року:
|          | Загалом | Допрацездатний вік | Працездатний вік | Постпрацездатний вік |
| -------- | ------- | ------------------ | ---------------- | -------------------- |
| Чоловіки | 356     | 98                 | 240              | 18                   |
| Жінки    | 325     | 74                 | 208              | 43                   |
| Разом    | 681     | 172                | 448              | 61                   |